# おかしな奴 (1963年の映画)
『おかしな奴』（おかしなやつ）は、1963年11月1日公開の日本映画。渥美清主演・沢島忠監督。東映東京撮影所製作、東映配給。白黒映画。天才落語家・三遊亭歌笑の短くも波乱の富んだ人生を渥美清主演で、笑いあり涙ありの軽妙洒脱な新喜劇として描く。
モデルとなった三遊亭歌笑は敗戦直後の混乱期に"純情詩集"という七五調のスタイルと"おかしな顔"を売り物に、ラジオや寄席の人気者になった噺家。

## 出演者
- 三遊亭歌笑（高水春男）：渥美清
- 高水為吉：加藤嘉
- 高水やす：清川虹子
- 春藤ふじ子：南田洋子
- 春藤喜一：坂本武
- おひさ：三田佳子
- 三遊亭金楽（三遊亭金馬）：石山健二郎
- しゃもじ：佐藤慶
- とん平：春風亭柳朝
- 藤田三吉：田中邦衛
- 円八師匠：十朱久雄
- あんま宅悦：渡辺篤
- 杉狂児
- 沢彰謙
- 関山耕司
- 不忍郷子
- 谷本小代子
- 岡部正純
- 潮健児
- 日尾孝司
- 須賀良
- 三重衛恒二
- 河合絃司
- 山本緑[1]

## スタッフ
- 監督 - 沢島忠
- 脚本 - 鈴木尚之
- 企画 - 園田実彦・吉田達
- 撮影 - 藤井静
- 美術 - 北川弘
- 音楽 - 佐藤勝
- 録音 - 小松忠之
- 照明 - 原田政重
- 編集 - 田中修 [1]

## 製作

### 企画
当時の東映は東映京都撮影所の製作する時代劇が当たらず、一方、東映東京撮影所所長・岡田茂の指揮する「東映ギャング路線」が大当たりを続け、正月を含まない月の配収で松竹の正月（1月）の成績を上回るようになっていた。「ギャング路線」の功績により岡田は1962年10月、36歳の若さで東映の取締役に昇格した。本作直前にも東映東京のオールスターによる『ギャング忠臣蔵』という変なタイトルの映画を出し、映画評論家から「酷い」と酷評された。岡田は「映画は路線化（シリーズ化）しなければ単発で当てても儲からない」という持論を持ち、〇〇路線好きで、「東映名作路線」や「戦記路線」（『陸軍残虐物語』のみ）など色々な路線を敷いたが、「東映喜劇路線」と称した第一作が本作となる。岡田が"喜劇路線"を打ち出したのは「東映ギャング路線」と同時期の1962年。東映の社内報1962年10月号の「ギャング路線を基調に多彩なラインアップの編成。東映現代劇の展望」で岡田は「私が来年中(1963年)にどうしても確立させたいと思っているのが喜劇の流れなんですよ。まあ、私に云わしたらね、現代劇の中でアクションものに次いでいわゆる安全企画であって、しかも儲かる企画というのは喜劇の流れなんだ。まだわが社にはこういった流れに応ずるスターとしては、中村嘉葎雄君、進藤英太郎さんというような人しかいませんが、私は渥美清をウチの傘下におさめたり、三木のり平を引っぱって来たりというふうに外部タレントの力を借りて、なんとしてでも来年はこの喜劇の流れを確保したいと思っているわけです。（1964年）正月ものとして作っている『次郎長社長』（『次郎長社長と石松社員 安来ぶし道中』）も、今度は例のパンツ屋をやめて、会社を観光会社に切り替えてね。瀬川君の本もよくできておるし、私は非常に面白いものができると思ってるんですよ。この『次郎長社長シリーズ』を年間3本ぐらい、そのほか渥美清だとかが入る『すっぽん大将』、あるいは『加寿天羅甚佐』というような部類の作品を並べて行きたいと思っています。今、今井正の喜劇ものというわけで『赤い水』というのを是非やりたいと云って来ておりますが、これもまあ、ものが良ければ来年やりたいと思っているんですけど、いずれにしても喜劇の流れを来年の終わり頃には、なんとかしてね、ギャング映画の路線に次いだ流れ、セカンドラインとして確立させたい。私は東映の現代劇が、どこの現代劇と見比べても遜色ないというところまでに至る時期は、少なくともギャング映画の流れとこの喜劇の流れの二つを確立した時だ、これが確立されれば、ここもただ形の上だけじゃなく、本当に力のある現代劇のスタジオになると思っとるわけです」などと述べている。岡田が当時、伴淳三郎や森繁久彌、三木のり平らがいて出番が回ってこなかった渥美清を東宝から引き抜き、沢島忠に撮らせた。渥美は既に数本、松竹映画に出演し、松竹も専属契約を狙っていたが、岡田が東映引き抜きに成功した。渥美引き抜きと同時に本作を企画した。渥美の東映移籍は1963年初夏と見られる。
また岡田は1963年7月3日の『読売新聞』夕刊「路線もの映画 そのプラスとマイナス」という記事で「昨年（1962年）5月の『ギャング対ギャング』に始まるギャング路線を皮切りに、歌謡路線、やくざ路線ときて、いまは戦記路線と名作路線の製作がピークにある。今後に予定される"新線"は喜劇路線で、渥美清主演の『おかしな奴』（三遊亭歌笑の一代記、沢島忠監督により、封切りは十月）、同じく渥美の『冠婚葬祭』（長谷川幸延原作、大阪の古い葬式屋の親子二代の物語り、伊藤大輔脚本・監督により封切りは来年正月）、藤田まこと主演の『赤いダイヤ』（梶山季之原作、現代版"大番"的な物語り、監督未定、封切りは来年二、三月ごろ）を作る予定。喜劇路線となると、他社の並行線も走っているので、涙と笑いのタッチをつけ、人間関係に深くメスを入れて東映喜劇路線を特色づける」などと述べていた。

### 脚本
別人名義で『人生劇場 飛車角』の脚本を書かせた鈴木尚之を重用し、1963年の一年間に本作を含め、本作の併映『五番町夕霧楼』『人生劇場 続飛車角』(相井抗名義)『武士道残酷物語』『宮本武蔵 二刀流開眼』と6本の脚本を書かせ、翌1965年に鈴木は『飢餓海峡』の脚本を書き、代表作とした。本作は鈴木のオリジナル脚本。

### キャスティング
東映東京には当時、佐久間良子ファンの"佐久間派"と本作に出演する三田佳子ファンの"三田派"があり、企画としてクレジットされる吉田達プロデューサーは"三田派"の急先鋒だった。

### 撮影
三遊亭歌笑を演じるにあたり、芸熱心な渥美清は、撮影前から歌笑研究に励み、歌笑とゆかりの深い三代目三遊亭金馬、二代目歌笑、三笑亭笑三らに付きっ切りで在りし日の歌笑の仕草語り方を学んだ。その成果は渥美の表情に現われ、渥美演じる百面相が歌笑そのままであると関係者を驚かせた。公開時の『月刊平凡』には「歌笑の泣き笑い人生を、しばいのうまいコメディアン、渥美清が故人に生きうつしで演じています」と書かれている。
また前半の純情可憐な女中から後半、見事なパン〇ケに変貌する三田佳子は、沢島監督に「あまりの豹変ぶりに驚いた。だから女はこわいよ」と唸らせ、"佐久間派"を中心とした口うるさいスタッフを驚かせた。
タイトルロールの後、約10分の間、東京の五日市町（現あきる野市）の武蔵五日市駅など当時の五日市らしき風景が映される。三遊亭歌笑（渥美）が22歳で家出する支那事変（日中戦争）が勃発する1938年頃から歌笑が事故死する1950年が時代設定のため、撮影時からは13年ー25年の開きがある。五日市の場面で渥美の通う小学校の校舎から校庭に降りる間に階段の他、お城の城壁のような壁が数段あり、上の方は高さが大人の身長より高い。2メートルぐらいあり、これを男の子がバンバン飛び降りる。今では有り得ない。以降の100分は落語家になるため家出し、東京の台東区辺りで話が進む。渥美が汽車で都心に行くシーンでビル街が映り、画面に「東京」と出る。これ以降は最初に弟子入りを断られ、失意のうち線路上を歩くシーンのみ実景だが、それ以外は全て東映東京撮影所のセットと見られる。ラストの銀座は現在プラッツ大泉があった場所にあったといわれる銀座のセットと見られる。

### セリフ
古い映画のため、今日ではNGと見られるセリフがふんだんにある。実際に歌笑が変な顔で、全編に渡り、自身でも繰り返し変な顔をいじる。セリフとしては「ちゅうぶの気でもあるのかい」「ダメは按摩の目じゃないけえ」「〇形児的容貌」「変な顔…男に生まれてよかったわ。もしも女に生まれたら、動物園か見世物にきっと売られていたでしょう。もしも売られずいたとして母さんお傍にいたとして、嫁の貰い手あるじゃなし、婿の来手はさらになし、哀しく淋しい一生をきっと送ったことでしょう。ほんとにそうね全くね、男なれこそ落語家でどうにか食べていけるのに…」「闇屋とパンスケじゃないか！恥知らずが！」など。
NGセリフではなく、1時間20分過ぎに三田佳子が渥美に「今や押しも押されもしない私たちのアイドルじゃないか」という台詞がある（設定は終戦直後）。「アイドル」という言葉が1963年に出ることは驚きで、1964年のフランス映画『アイドルを探せ』よりも早い。

## 興行
1963年9月6日に定例の全国東映支社長会議があり、1963年10月から11月上旬の番組編成が発表されたが、この時は本作は1963年10月13日からメイン作で公開すると発表されていた（併映作の発表はなし）。その後、異色二本立ての構想が浮上し、「東映の映画造りの枠を世に問う」という大袈裟な理由で、映画業界では各社競って秋の勝負作を出すシルバーウイーク（11月の一週–二週枠）のメイン作『五番町夕霧楼』の併映作になった。この時点では『五番町夕霧楼』の併映は、大川橋蔵主演・長谷川安人監督『花の飛竜剣』（『右京之介巡察記』に改題?）と予定されていた。

## 同時上映
『五番町夕霧楼』
- 主演：佐久間良子 / 監督：田坂具隆 / 脚本：鈴木尚之

## 興行成績
『五番町夕霧楼』との二本立ては邦画五社随一の成績で、主要館で続映が行われた。東映はこの年、ゴールデンウィーク（『武士道残酷物語』/『無法松の一生』）、お盆興行（『完結編 新吾二十番勝負』/『暗黒街最大の決斗』）、シルバーウイークと全てに勝利し、トリプルクラウンを達成した。

## ネット配信
- YouTubeの「TOEI Xstream Theater」にて、2024年2月23日21:00（JST）から同年3月8日21:00まで期間限定無料配信が行われた。